# Stutzweck
Lo Stutzweck è un panino dolce di forma allungata, che viene preparato esclusivamente per la notte di San Silvestro e per Capodanno, a Francoforte sul Meno.
La forma del panino è simbolica: le due teste rappresentano la fine dell'anno vecchio e l'inizio di quello nuovo, mentre le incisioni nella parte centrale rappresentano i dodici mesi dell'anno.
Non è chiara l'origine della tradizione, ma si suppone sia nata all'inizio del XIX secolo. Fino a tutti gli anni '50 del XX secolo, era tradizione che i bambini girassero di casa in casa, il giorno di Capodanno, per recitare poesie e canzoni natalizie, ricevendo in dono uno Stutzweck.
Gli ingredienti base sono farina di grano tenero, acqua, burro, zucchero, lievito di birra, uova, limone.
Molto simile nella forma e nel senso della tradizione è il Neujahrsbopp, pane dolce di Capodanno tipico di Magonza. Differenza fondamentale sono le dimensioni: mentre lo Stutzweck è un panino in singola porzione, il Neujahrsbopp è un pane che viene servito a fette.